# حماسه (فیلم)
حماسه (به انگلیسی: Epic) یک انیمیشن سه‌بعدی کامپیوتری آمریکایی در ژانر فانتزی ماجراجویی و اکشن به کارگردانی کریس وج، محصول بلو اسکای استودیو و به نشر فاکس قرن بیستم می‌باشد. فیلم اقتباسی از کتاب کودک مردان برگی و حشره‌های خوب و شجاع اثر ویلیام جویس است که در سال ۱۹۹۶ به چاپ رسید. کالین فارل، جاش هاچرسون، آماندا سایفرد، کریستف والتس، عزیز انصاری، پیت‌بول، استیون تایلر و بیانسه از صداپیشگان این انیمیشن هستند. فیلم درباره نبرد بین نیروهای خیر و شر جنگلی است که داستان در آن جریان دارد.
حماسه در ۲۴ مه ۲۰۱۳ توسط استودیو فاکس قرن بیستم منتشر شد. فیلم به طور کلی نقدهای مثبتی در زمینه موسیقی، کارگردانی، صداپیشگی و جلوه‌های ویژه از سوی منتقدان دریافت کرد و بیش از ۲۶۸ میلیون دلار فروش رفت درحالیکه بودجه ساخت آن ۹۳ میلیون دلار بود.

## داستان
مری کاترین دختر ۱۷ ساله‌ای است که پس از مرگ مادرش با پدرش  پروفسور بومبا که درباره مردان برگی (لیفمن) تحقیق می‌کند، زندگی می‌کند. مردان برگی موجودات انسان‌نمای کوچکی هستند که از جنگل نزدیک محل زندگی پروفسور بومبا در برابر موجودات شروری به نام بوگان‌ها و رهبر آن‌ها، مندریک، محافظت می‌کنند. مری مانند مادرش، به تحقیقات پدرش توجه نمی‌کند و حرف‌های پدرش را درباره وجود مردان برگی باور نمی‌کند، اما بومبا به او اطمینان می‌دهد که مدرکی برای اثبات تحقیقاتش پیدا خواهد کرد.
در همین حال در جنگل تارا، ملکه جنگل، برای انتخاب جانشینی برای تاج‌و‌تخت به مزرعه غنچه‌ها که توسط یک لیسه به نام ماب و یک حلزون به نام گراب محافظت می‌شود، می‌رود. مراسم تاج‌گذاری هر صد سال یک‌بار اتفاق می‌افتد و روح ملکه به غنچه دمیده می‌شود و از غنچه به ملکه جدید منتقل می‌شود. پس از انتخاب غنچه توسط ملکه تارا، بوگان‌ها حمله می‌کنند. تارا به همراه غنچه فرار می‌کند و اگرچه محافظان برای حفاظت از او تلاش می‌کنند اما به زودی توسط سپاهی از بوگان‌ها محاصره می‌شوند. رونین، رهبر محافظان ملکه و مردان برگی، برای نجات ملکه می‌آید. در درگیری میان مردان برگی و بوگان‌ها، داگدا، پسر مندریک، ملکه تارا را زخمی می‌کند و خود نیز توسط رونین به قتل می‌رسد.
در این میان، مری پس از مشاجره با پدرش درباره تحقیقات او، تصمیم به ترک خانه می‌گیرد. قبل از ترک خانه، اوزی، سگ خانگی پروفسور بومبا به طرف جنگل می‌رود. وقتی مری به همراه اوزی به جنگل می‌رسد، ملکه تارا را در حال مرگ می‌بیند، تارا غنچه را به مری می‌دهد و از قدرت خود برای کوچک کردن او استفاده می‌کند. ملکه تارا قبل از مرگش به مری می‌گوید که غنچه را نزد یک کرم شب‌تاب، به نام نیم‌گالو ببرد. مری به رونین، ماب، گراب و مردان برگی ملحق می‌شود تا غنچه را به نیم‌گالو برسانند.
رونین خبردار می‌شود که ناد، پسر دوست فقیدش و شاگردش که استعفا داده‌بود، در یک مسابقه شرکت کرده‌است و حالا توسط یک وزغ به نام بوفو و دستیارانش گرفتار شده‌است. رونین قبل از اینکه آن‌ها ناد را بکشند، مداخله می‌کند و او را آزاد می‌کند. ناد پس از شنیدن خبر مرگ ملکه با آن‌ها برای پیدا کردن نیم‌گالو همراه می‌شود. در همین حال، بوفو نیز صحبت‌های آنان را می‌شوند و خبر مرگ ملکه و مقصد آنان را به مندریک لو می‌دهد.
آن‌ها سرانجام نیم‌گالو را پیدا می‌کنند. او پس از شنیدن خبر مرگ ملکه، آنان را به سمت کتابخانه طومار هدایت می‌کند. در یکی از طومارها نوشته‌است که غنچه باید امشب زیر نور ماه کامل شکوفا شود. همچنین مری متوجه پیام تارا قبل از اینکه او را کوچک کند می‌شود و می‌فهمد که چگونه به اندازه قبلی خود بازگردد. وقتی رونین ناد و مری را ترک می‌کند، ناد مری را به سوارکاری شاخ گوزن دعوت می‌کند. در همین حال، مندریک که توسط بوفو از مکان غنچه آگاه شده‌است به مقر ماه یورش می‌برد و ماب، گراب و غنچه را می‌دزد. مندریک قصد دارد که غنچه در تاریکی شکوفا شود، زیرا به او در نابود کردن جنگل کمک خواهد کرد. رونین، ناد و مری برای مخفیانه وارد شدن به قلعه بوگان‌ها، به خانه پروفسور بومبا می‌روند تا لباس مبدل تهیه کنند. بومبا، آن‌ها را اسیر می‌کند اما پس از اینکه متوجه می‌شود یکی از کوتوله‌ها دخترش است، از هوش می‌رود. آن‌ها خود را آزاد می‌کنند و مری قبل از ترک خانه محل زندگی مردان برگی را با پونز روی نقشه پدرش مشخص می‌کند.
وقتی به قلمرو بوگان‌ها می‌رسند، رونین حواس بوگان‌ها را پرت می‌کند و ناد و مری ماب، گراب و غنچه را آزاد می‌کنند. مندریک متوجه فرار آن‌ها می‌شود و دستور می‌دهد تا آن‌ها را تعقیب کنند. رونین فداکاری می‌کند تا مری، ناد، ماب، گراب و غنچه فرار کنند. آن‌ها غنچه را به مقر ماه می‌برند تا زیر نوه ماه کامل شکوفا شود. اما سربازان مندریک با خفاش حمله می‌کنند و جلوی نور ماه را می‌گیرند تا غنچه در تاریکی شکوفا شود. مردان برگی برای مبارزه با بوگان‌ها به مقر ماه می‌روند. مری، برای کمک خواستن از پدرش به سمت دوربین‌هایی که پدرش مخفیانه در جنگل کار گذاشته‌بود، می‌رود. پروفسور بومبا که از تحقیقات خود ناامید شده تصمیم می‌گیرد که دوربین‌ها را خاموش کند، اما پس از دیدن پونزی که روی نقشه‌اش است تصمیمش عوض می‌شود. او پس از دیدن مری، او را تا مقر ماه دنبال می‌کند. او با استفاده از صدای خفاش‌ با آی‌پد، سعی در فریب دادن خفاش‌های بوگان‌ها دارد. رونین نیز به آن‌ها ملحق می‌شود و به همراه ناد با مندریک مبارزه می‌کنند. قبل از اینکه مندریک پیروز شود، غنچه زیر نور ماه کامل شکوفا می‌شود و باعث شکست بوگان‌ها می‌شود. پس از شکست بوگان‌ها، جانشین ملکه انتخاب می‌شود. مری نیز به اندازه قبلی‌اش باز می‌گردد و دستیار پدرش می‌شود.

## صداپیشگان
- کالین فارل در نقش رونین، جنگجو و فرمانده مردان برگی، استاد و دوست پدر فقید ناد.
- جاش هاچرسون در نقش ناد، جنگجوی نوآموز مردان برگی، شاگرد رونین و معشوق مری.
- آماندا سایفرد در نقش مری کاترین «ام.کی.» بومبا، نام او از دختر فقید ویلیام جویس الهام گرفته شده است.
- کریستف والتس در نقش مندریک، رهبر شرور بوگان‌ها.
- عزیز انصاری در نقش ماب، یک لیسه که محافظ غنچه‌ها و بهترین دوست گراب است.
- کریس اودوود در نقش گراب، یک حلزون که همکار و دوست صمیمی ماب است.
- پیت‌بول در نقش بوفو، وزغی که تاجر و تعمیرکار مسابقات است.
- جیسون سودیکیس در نقش پروفسور بومبا، دانشمند و پدر مری.
- استیون تایلر در نقش نیم‌گالو، یک کرم شب‌تاب که محافظ کتیبه سحر و جادو است.
- بیانسه در نقش ملکه تارا، مادر طبیعت و ملکه جنگل که معشوقه رونین است.
- بلیک اندرسون در نقش داگدا، پسر مندریک و افسر بوگان‌ها. پس از مرگ او مندریک قصد نابودی جنگل را دارد.
- توماس ویلسون در نقش فین، فرمانده دوم مردان برگی
- اما کنی در نقش غنچه گل همیشه‌بهار
- رزا سلزار در نقش سرباز